# Teitur Einarsson
Teitur Einarsson (m. 1258) fue un caudillo medieval y lagman (lögsögumaður) de Islandia en el siglo XIII. Pertenecía al clan familiar de los Haukdælir.  Desempeñó su cargo entre 1253 y 1258 amparado por Gissur Þorvaldsson. Sumó las leyes cristianas de Dios a las leyes locales si los islandeses que acudían al althing se sentían identificados con ellas. Se desconoce dónde estaba ubicada su hacienda pero fue asesinado a finales de 1258 o principios de 1259.